# Ch’ŏnma
Ch’ŏnma (kor. 천마군, Ch’ŏnma-gun) – powiat w Korei Północnej, w centralnej części prowincji P’yŏngan Północny. W 2008 roku liczył 50 462 mieszkańców. Graniczy z powiatami Ŭiju i Sakju od północy, Tae’gwan od wschodu, Kusŏng, Sŏnch’ŏn i Tongnim od południa oraz P’ihyŏn od zachodu. 82% terytorium powiatu stanowią lasy.

## Historia
Przed wyzwoleniem Korei spod okupacji japońskiej tereny należące do powiatu wchodziły w skład powiatu Kusŏng. W obecnej formie powstał w wyniku gruntownej reformy podziału administracyjnego w grudniu 1952 roku. W jego skład weszły wówczas tereny należące wcześniej do miejscowości Sagi, Ch’ŏnma, Kwansŏ (wszystkie poprzednio znajdowały się w powiecie Kusŏng), a także Konyŏngsak (powiat Ŭiju). Powiat Ch’ŏnma składał się wówczas z jednego miasteczka (Ch’ŏnma-ŭp) i 24 wsi (kor. ri).

## Podział administracyjny powiatu
W skład powiatu wchodzą następujące jednostki administracyjne:
| Nazwa jednostki administracyjnej | Rodzaj jednostki administracyjnej | Hangul | Hancha |
| -------------------------------- | --------------------------------- | ------ | ------ |
| Ch’ŏnma-ŭp                       | miasteczko                        | 천마읍 | 天摩邑 |
| Sinch’ang-ri                     | wieś                              | 신창리 | 新昌里 |
| Kwangdong-ri                     | wieś                              | 관동리 | 館洞里 |
| Samsong-ri                       | wieś                              | 삼송리 | 三松里 |
| Pihwa-ri                         | wieś                              | 비화리 | 斐化里 |
| Paekja-ri                        | wieś                              | 백자리 | 栢子里 |
| Kuam-ri                          | wieś                              | 구암리 | 九岩里 |
| Songhyŏn-ri                      | wieś                              | 송현리 | 松峴里 |
| Sinsi-ri                         | wieś                              | 신시리 | 新市里 |
| Jigyŏng-ri                       | wieś                              | 지경리 | 地境里 |
| Sinhŭng-ri                       | wieś                              | 신흥리 | 新興里 |
| Kŭmgol-ri                        | wieś                              | 금골리 | 금골里 |
| Taeu-ri                          | wieś                              | 대우리 | 大牛里 |
| Songnim-ri                       | wieś                              | 송림리 | 宋林里 |
| Taeha-ri                         | wieś                              | 대하리 | 大鰕里 |
| Sambong-ri                       | wieś                              | 삼봉리 | 三峰里 |
| Illyŏng-ri                       | wieś                              | 일녕리 | 一寧里 |
| Yŏngsan-ri                       | wieś                              | 영산리 | 永山里 |
| Sŏgo-ri                          | wieś                              | 서고리 | 西古里 |
| Tonggo-ri                        | wieś                              | 동고리 | 東古里 |
| Ch'ŏnsan-ri                      | wieś                              | 천산리 | 天山里 |